# Гёц, Иоганн Николаус
Иоганн Николаус Гёц (нем. Johann Nikolaus Götz, 1721, Вормс — 1781, Бад-Кройцнах) — немецкий поэт, писатель

, переводчик эпохи Просвещения, священник и богослов. Представитель немецкой Анакреонтической поэзии.

## Биография
Лютеранин. После окончания гимназии в 1739—1742 годах изучал в Галле философию под руководством Александра Готлиба Баумгартена и Христиана фон Вольфа, а также теологию у Зигмунда Якоба Баумгартена. Под влиянием Александра Готлиба Баумгартена обратился к литературе.
Вместе с друзьями по учёбе Иоганном Вильгельмом Людвигом Глеймом и Иоганном Петером Уном организовал Галльский кружок поэтов, объединивший молодых литераторов.
Учительствовал. Был частным репетитором.
В 1747 году рукоположен. Служил полевым священником в Королевском кавалерийском полку в Нанси. Участник Войны за австрийское наследство.
В составе полка участвовал в кампаниях во Фландрии и Брабанте. В свободное время путешествовал по соседней Голландии и продолжал учиться. После заключения Аахенского мира (1748) вернулся в Германию, где в 1751 г. получил сан лютеранского пастора.
Умер от инсульта.

## Творчество
Произведения Гёца состоят из многочисленных лирических сочинений и переводов, из которых наиболее важными являются произведения Анакреона с греческого, Грессе и Монтескье с французского. Его грациозные, изящные, нежные, легкие и мелодичные стихи, лишенные более глубокого личного содержания, иногда также нежные или граничащие с легкомыслием, соответствовали галантному вкусу того времени.
Как переводчика французских и греческих авторов, его трудно переоценить, и после тяжести мысли литературного барокко он красноречиво выразил отношение к жизни в стиле рококо и эпохи Просвещения.
Писал больше и удачнее всего чувствительные и шутливые песни, но есть также написанные им оды, элегии, идиллии; его сочинения не отличаются глубиной, но привлекательны по мелодичности и чистоте языка. Все его поэтические произведения изданы были, после смерти поэта, с некоторыми изменениями, его другом Рамлером под заглавием: «Vermischte Gedichte von G.» (Манг., 1785).
Кроме перевода стихами Анакреона и Сафо перевёл ещё анонимно «Vert-Vert» Грессе (1775, под заглавием: «Рареrle») и «Temple de Guide» Монтескье.